# 陳文寬
陳文寬（英語：Moon Fun Chin，1913年4月13日—2023年5月9日），廣東臺山人，在美國取得飛行員資格並定居。1933年回到中國發展。曾任中國航空公司機航組副主任，中央航空運輸公司機航組主任、副經理。
他曾親自駕駛飛機載送空襲東京後的杜立德，也親自駕駛行政專機載送蔣介石委員長、孫科、戴笠、宋子文、蔣經國等高官。1951年5月21日與戴安國、蔡克非等人在台灣共同創辦復興航空。1983年，國產實業集團買下復興航空70%股份，陳文寬前往美國加州舊金山。

## 早年
陳文寬10歲時被父親帶到美國西雅圖。後來家庭搬到巴爾的摩，1929年從職業學校讀汽車學畢業。後入巴爾的摩柯蒂斯·萊特（Curtiss-Wright）飛行學校學飛行，1933年在美國取得商用民航飛行員資格。當時美國經濟大恐慌，陳文寬在美國找不到工作。

## 中國航空公司
1933年泛美航空公司買下柯蒂斯-萊特公司的中國航空公司（CNAC）45%的美方股份，拓展業務，招考新人。陳文寬回到中國，1933年3月進了中國航空公司，當時他是公司裡第3位華裔飛行員，前面還有王唐諾跟譚玖。
陳文寬起初任機械師，兩週後任副駕駛員，但仍然兼任機械師。曾在上海跑馬場（上海跑马总会三易場地之一）為表演飛行持技以推銷飛機的美國人詹姆斯·哈羅德·杜立德組裝檢查過飛機。陳文寬對當時杜立德駕著寇蒂斯蒼鷹III雙翼螺旋槳飛機，從高空朝地面垂直俯衝時還高舉雙手的瘋狂行為記憶深刻。
陳文寬任副駕駛員時，其飛機是洛寧（Loening）水上飛機。為了能升任機長，1936年調到成都。1936年升為機長（正駕駛員）時，他已經飛過斯汀森（Stinson）、道格拉斯海豚水上飛機、西科斯基（Sikorsky）S-38水陸兩用飛機、道格拉斯DC-2、與DC-3等飛機。1937年中，調回上海。

### 漢口的最後一個航班
1937年，抗日戰爭爆發，10月21日，日軍打進廣州，當天國民政府交通部電令“中航”務必於22日中午之前將漢口的政府要員撤至重慶。當時漢口機場即將被破壞，陳文寬從重慶珊瑚壩機場駕駛海軍准將式水上飛機（Consolidated Commodore）執行「漢口—重慶」航班。23、24日連續兩天，水上飛機在漢口的長江中起降。10月24日夜，蔣介石委員長和夫人及隨行人員由另一架DC—2撤離。25日，陳文寬返回漢口已經是黃昏時分，25日黎明，陳文寬和他的“海軍準將”，運送16名負責在埋設地雷的士兵，是最後一個飛離漢口的航班。陳文寬載士兵們飛到荊沙（今荆州区、沙市区），同一天漢口淪陷。

### 帶飛衣復恩
1939年底，中華民國空軍軍官衣復恩奉命從中國航空公司手中，取回一架原本隸屬空軍的道格拉斯DC-2運輸機。當時負責訓練他飛DC-2的即是陳文寬。

### 1941年失事
1941年，陳文寬從昆明飛香港，半途遇到強烈亂流，飛機大幅度上下擺動，機艙上方置物網裡的手提袋全都掉出來。好不容易迫降桂林，機上10人下了飛機後，好幾位都不願意再上飛機繼續飛香港。9月陳文寬由香港駕DC-2貨機赴廣東南雄的回航途中，飛機忽然超速攀高，陳文寬關掉油門推下機頭後，沒想到飛機竟然摔到機場附近的一個醬料工廠旁，陳文寬摔斷三根胸部肋骨，右眼受傷。復元後開的飛機，正巧也是修復後的同一架飛機。

### 香港的最後一個航班
1941年12月7日，日本偷襲珍珠港，太平洋戰爭爆發。12月11日，中航公司命令陳文寬再次由重慶飛返香港，並一定要在午夜之前返回重慶。接近黃昏時分，陳文寬把DC—2降落在香港啟德機場，DC—2最多能載14人，但有不少乘客是小孩。，陳文寬就說若大家都只帶一件行李，可以多載一倍的乘客，最後載了27人走，包括行政院長孔祥熙夫人宋藹齡和多位國軍將領。午夜由啟德機場起飛，返回重慶。幾個小時後，香港淪陷。

### 駝峰航線
抗日戰爭中，為粉碎日本軍國主義的封鎖，陳文寬先與國民政府航空委員會副主任毛邦初一起試航飛越貫通中印的駝峰航線，之後又試航由新疆南部飛往印度航線並獲得成功。陳文寬曾兩次在新疆和田與印度之間駕機飛越喜馬拉雅山。

### 運送杜立德
1942年5月7日，陳文寬由重慶飛昆明經由緬甸密支那，轉飛到印度加爾各達。在重慶珊瑚壩機場急於升空之際，突然接令暫緩起飛，原因是等候美國大使館重要官員，過了半個小時後，才在駕駛艙看到多位美軍下車，急急向他的飛機跑來。陳文寬一時沒認出來美軍乘客是哪些人就起飛了，後來因為昆明巫家壩機場空襲警報而緊急降落在昭通機場，陳文寬躲在防空壕中時才認出來其中一位是1933年曾在上海跑馬場表演飛行持技的杜立德。起飛前杜立德中校因為昭通機場跑道終端有電話線而拒絕上機，陳文寬說如果勾到的話，他們就把電話線帶去昆明，說服杜立德上機，順利飛抵巫家壩機場。之後陳文寬飛離昆明，要飛緬甸的密支那，將當地航空公司員工撤出。杜立德寫紙條告訴陳文寬，他在美國大使館聽說密支那中午即會落入日軍之手。但陳文寬遵循公司命令降落密支那。降落後發現公司職員剛搭上另一班飛機走了，可是停機坪上一群人等著逃離。日軍已經兵臨城下，所以陳文寬決定盡量多帶些人走。原本DC-3型飛機，只能坐21人，最後在密支那擠進78人，杜立德把這些人的行李都丟下飛機，陳文寬從眾人頭上爬進駕駛艙，順利起飛，最後到達加爾各答。當天杜立德一路上都沒提他曾去空襲東京的事。杜立德下機時，還稱讚陳文寬是了不起的飛行員；而陳文寬在抵達加爾各達兩天之後，才知道杜立德中校一個月前空襲東京。杜立德返美國後受到英雄式歡迎，並得到「榮譽勳章」（Medal of Honor）。

### 自美飛回加爾各答
1943年春，陳文寬到美國學習C-54四發動機飛機駕駛。完成訓練後，陳文寬駕駛C-47運輸機單機由美國本土，經波多黎各，圭亞那，巴西，飛越大西洋到英屬阿森松岛，非洲迦納，奈及利亞，蘇丹，再飛越紅海經葉門，英屬馬西拉島，英屬印度喀拉蚩，回加爾各答中國航空公司總部，隨即升任中國航空公司機航組副主任。

### 蔣介石專機駕駛
回國後，先後擔任國民政府專職飛機駕駛員及蔣介石專機的駕駛員。也經常載軍統局局長戴笠，並為戴笠載送通訊與蒐集情報的器材到偏遠地區給情報人員，他飛了很多趟這種秘密勤務。1945年2月，陳文寬駕機載戴笠和美國海軍少將梅樂斯到綏遠陝壩某地與傅作義將軍會面。日本投降時，宋子文要陳文寬載他到重慶西邊的山區，到了那裡陳才知道宋是去見蔣委員長。接著飛到南京去跟日本人簽合約，第二天又到上海。

## 中央航空運輸公司
1941年國民政府與德國的外交關係破裂，德國人所籌組的歐亞航空公司股權歸中方所有，於1943年改組為中央航空運輸公司(Central Air Transport Co.)。總經理陳卓林深知陳文寬才能卓著，一再懇請陳到央航任機航組主任。陳文寬到央航任機航組主任後，領導同仁，檢修飛機，擔負復員客貨運。1946年6月央航購買150架美軍剩餘舊飛機及各種零件，由陳文寬率領員工檢修和拆裝，使央航增添了40餘架飛機。1948年初陳文寬昇任央航副經理，仍負機航全責。1949年7月，陳文寬升任央航副總經理。1949年11月兩航事件，陳文寬知情但並未參與北飛，之後被迫離開央航。

## 復興航空
陳文寬並不是中國的第一個民航飛行員，但是他卻擁有民航局1951年1月29日所核發的第一張商用民航飛行員執照 。1951年陳文寬與戴安國、蔡克非等多人集資於台灣共同創辦復興航空，並在美國購買兩架Catalina型PBY-5A水陸兩用螺旋槳飛機。這兩架飛機從美國紐約啟程後，經達拉斯、洛杉磯(在那裡將復興航空的公司名稱及貓熊標誌漆上飛機)、舊金山、檀香山。最後在5月4日深夜自關島起飛，在5月5日上午11:30、11:40先後抵達松山機場。第一架XT1401機上有董事長陳文寬和駕駛員陳國明、飛航通信員羅昭明，第二架XT1403機上有駕駛員李志雄、馬邦基，總經理戴安國則率領業務部經理蔡克非、職員金志栴、李樹棠、梁國潮等人到場接機。復興航空提供臺北、高雄、花蓮及臺東的航空客貨郵運，與金門、馬祖不定期包機業務，並代理世界各國航空公司客貨郵運業務。是台灣首家經營國內航線的純民營航空公司。

### 緬甸
1952年3月31日，陳文寬駕駛PBY水陸兩用飛機，穿越海南島上空，以有限的油料從台灣飛抵緬甸猛撒(Mong Hsat)機場補給雲南反共救國軍。從1952年4月1日起到1953年8月27日止，復興航空共進行30架次的空運攜帶武器和彈藥，通訊器材，醫藥和人員，往返航程23小時，卻只能攜帶1364公斤，每架次6600美元或新台幣15萬元。

### 大陳
1955年1月18日，中共解放軍猛攻浙江沿海的一江山島。守將王生明司令壯烈犧牲，使得大陳島所受威脅大增。1月23日農曆除夕，陳文寬駕駛復興航空的PBY-5A「藍天鵝」載著中央日報記者劉毅夫與軍友社總幹事江海東以及林直中、王維國、李興義、黃炎揚一行六人，前往浙江省大陳地區勞軍。2月大陳島撤退前，蔣經國多次前往大陳島，都是由陳文寬駕水上飛機接送。

### 救難
1954年12月7日上午，空軍中隊長黃翔春少校所駕駛的巡邏機發生故障，迫降在東山島與南澳島附近海域。復興航空的PBY-5A由陳文寬和陳蔚文駕駛，機上還有飛航通信員羅昭明、飛航機械員嚴惠群，安全降落在海面並將黃翔春救起返回松山機場。1955年3月18日上午美軍一架C-119飛機當時由關島飛往台北松山機場，中途引擎故障，機上工作人員和乘客共7人跳傘減輕飛機重量。在7位美軍於太平洋上跳傘後，引擎又恢復正常，由飛行員1人獨自降落松山機場。美軍立刻派出兩架當時最新型的HU-16信天翁水陸兩用飛機趕往搜救，但因風浪過大，美軍駕駛員無法在海上降落。美軍向中華民國國軍求助，結果由陳文寬親駕較老舊的PBY藍天鵝號前往，跳傘時美軍分散降落各海面，陳文寬先以高超技術降落海上巨浪中，由滯空之美軍HU-16，通報落水美軍之位置，以PBY在巨浪中搖晃「行舟」，分別搜索海上美軍，在接上飛機之時，必須冒險關熄一邊引擎，以免傷及落水人員，陳文寬在波濤洶湧的海面上，將生還的6個人和1名落水喪命的死者遺骸接上飛機。因為海浪實在太猛烈了，不得不在水上停泊了4個小時，直到傍晚才終於能夠起飛，於17時18分順利回到台北。這趟任務除了陳文寬擔任機長，另外還有副駕駛孫明遠、報務員羅昭明、領航員李業龍。

### 印尼內戰
1958年印尼內戰，美國中央情報局支持反蘇卡諾政府的革命份子。陳文寬曾駕駛PBY水上飛機，飛航17個小時運送槍械、物資到印尼蘇拉威西島支援當時革命軍外，亦曾駕駛C-54運輸機載著空軍情報署長衣復恩降落在菲律賓的小島。但印尼內戰很快隨著一架B-26飛機被擊落，民航空運公司的美國飛行員被俘，美國參與曝光，地方武力戰敗而告終。

### 華航首航駕駛員推崇陳文寬
1959年華航首航時的水上飛機駕駛員練振綱表示，當時接收美軍HU-16水上飛機訓練時，大部份在東港大鵬灣或馬公內海練習，風平浪靜，操作未遇任何困難，自從跟隨陳文寬後，方學成一身「特技」與踏實的飛安觀念。

### 停止國內航線、經營空中廚房
在1958年10月1日，復興航空因損失一架自馬祖返台北的PBY水陸兩用機，遂改變經營方針，暫停國內航線。機上組員包含正駕駛孫明遠、副駕駛陳蔚文、飛航機械員嚴惠群、飛航通信員羅昭明。國防部雖在海上和空中搜索，但並未發現任何蹤跡。而7名乘客包含連江縣縣長王緒上校、鈕英上校、張德臣少校，美籍陸軍少校布魯姆、上尉皮奇爾、一等兵白爾德、海軍三級無線電兵杜納。此後復興航空以代理國際客運業務及經營空中廚房為主。空中廚房是他們經營復興航空公司時，唯一賺錢的項目。

### 退休回美
1983年國產實業投資新台幣二億元買下復興航空公司70%的股份，陳文寬夫婦前往美國，住在舊金山诺布山。
2023年5月9日在美國去世，享嵩壽110歲。

## 勳章
中華民國空軍總司令王叔銘由於陳文寬與副駕駛陳蔚文駕駛PBY-5A救回黃翔春少校，在1954年12月17日頒給他六等雲麾勳章，同時致贈新台幣兩萬元與中國空軍飛行肩章。陳文寬將兩萬元轉捐給國家。副駕駛陳蔚文獲頒陸甲二等獎章。飛航通信員羅昭明、飛航機械員嚴惠群獲頒陸乙獎章。
1995年，由於陳文寬的英勇行動，包括在中緬印戰區的服務與C-119救援，美國參議院通過決議授予陳文寬飛行優異十字勳章、空軍勳章、二戰勝利勳章和二銀星亞太勳章。
2014年6月6日，中華民國總統馬英九授予陳文寬三等景星勳章，表彰其對航空及觀光事業的卓越貢獻。

## 私人生活
1936年跟蔣有芬在上海結婚，姐夫是貝祖貽。1942年8月領養女兒，由蔣中正取名為「華英」。後來一起到了台灣，1983年他們夫婦搬到美國加州舊金山诺布山。後來搬到舊金山灣區希爾斯堡。蔣有芬在2001年過世。2013年4月歡度百歲華誕。